# 法务会计
法务会计或财务法务（英語：Forensic accounting）是调查公司是否存在财务报告不当行为的会计专业实践领域。法务会计运用一系列技能和方法来确定是否存在财务报告不当行为。